# Patricia Mayr-Achleitner
Patricia Mayr-Achleitner (Rum, 8 november 1986) is een tennisspeelster uit Oostenrijk. Ze kwam in februari 2009 voor het eerst in haar carrière de top 100 van de WTA-wereldranglijst binnen, waar ze in 2008 nog als nummer 363 van de wereld aan haar seizoen begon.
Mayr is een dochter van Johann en Margarethe Mayr. Het gezin bestaat verder uit zus Pamela en broer Patrik.
Patricia Mayr huwde op 4 december 2010 haar trainer Michael Achleitner. Ze speelt sindsdien onder de naam Patricia Mayr-Achleitner.

## Loopbaan

### Enkelspel
Mayr debuteerde in 2003 op het ITF-toernooi van Benin City (Nigerië). Zij stond in 2005 voor het eerst in een finale, op het ITF-toernooi van Volos (Griekenland) – hier veroverde zij haar eerste titel, door de Bulgaarse Dia Evtimova te verslaan. In totaal won zij zeventien ITF-titels, de meest recente in 2014 in Winnipeg (Canada).
In 2008 speelde Mayr voor het eerst op een WTA-hoofdtoernooi, op het toernooi van Bad Gastein. Zij bereikte er de kwartfinale. Zij stond in 2011 voor het eerst in een WTA-finale, op het toernooi van Bad Gastein – zij verloor van de Spaanse María José Martínez Sánchez. Mayr veroverde nog geen WTA-titel.
Haar beste resultaat op de grandslamtoernooien is het bereiken van de tweede ronde. Haar hoogste positie op de WTA-ranglijst is de zeventigste plaats, die zij bereikte in mei 2009.

### Dubbelspel
Mayr was in het dubbelspel minder actief dan in het enkelspel. Zij debuteerde in 2002 op het ITF-toernooi van Innsbruck (Oostenrijk) samen met landgenote Yvonne Meusburger. Zij stond in 2005 voor het eerst in een finale, op het ITF-toernooi van Benicarló (Spanje), samen met de Zweedse Sofia Brun – hier veroverde zij haar eerste titel, door het Spaanse duo Elena Caldes Marques en Mariona Gallifa te verslaan. In totaal won zij zeven ITF-titels, de meest recente in 2010 in Olomouc (Tsjechië).
In 2009 speelde Mayr voor het eerst op een WTA-hoofdtoernooi, op het toernooi van Bogota, samen met de Sloveense Maša Zec Peškirič. Zij stond in 2014 voor het eerst in een WTA-finale, op het toernooi van Hongkong, samen met de voor Australië uitkomende Russin Arina Rodionova – zij verloren van de Tsjechische tweeling Karolína en Kristýna Plíšková. Mayr veroverde nog geen WTA-titel.
Haar beste resultaat op de grandslamtoernooien is het bereiken van de tweede ronde. Haar hoogste positie op de WTA-ranglijst is de 117e plaats, die zij bereikte in september 2014.

## Posities op deWTA-ranglijst
Positie per einde seizoen:
| jaartal | ranking enkelspel | ranking dubbelspel |
| ------- | ----------------- | ------------------ |
| 2013    | 99                | –                  |
| 2012    | 164               | 523                |
| 2011    | 99                | 988                |
| 2010    | 99                | –                  |
| 2009    | 86                | 200                |
| 2008    | 123               | 232                |
| 2007    | 343               | 318                |
| 2006    | 474               | 596                |
| 2005    | 643               | –                  |
| 2003    | 973               | 788                |

## Palmares
| Legenda                 |
| ----------------------- |
| Grandslamtoernooi       |
| Olympische Spelen       |
| Year-End Championships  |
| Premier Mandatory       |
| Premier Five / WTA 1000 |
| Premier / WTA 500       |
| International / WTA 250 |
| Challenger / WTA 125    |

### WTA-finaleplaatsen enkelspel
| nr.              | finaledatum | toernooi        | ondergrond | tegenstandster              | score    |         |
| ---------------- | ----------- | --------------- | ---------- | --------------------------- | -------- | ------- |
| Gewonnen finales |             |                 |            |                             |          |         |
| Geen.            |             |                 |            |                             |          |         |
| Verloren finales |             |                 |            |                             |          |         |
| 1.               | 2011-07-17  | WTA Bad Gastein | gravel     | María José Martínez Sánchez | 0-6, 5-7 | details |

### WTA-finaleplaatsen vrouwendubbelspel
| nr.              | finaledatum | toernooi     | ondergrond | partner         | tegenstandsters                     | score             |         |
| ---------------- | ----------- | ------------ | ---------- | --------------- | ----------------------------------- | ----------------- | ------- |
| Gewonnen finales |             |              |            |                 |                                     |                   |         |
| Geen.            |             |              |            |                 |                                     |                   |         |
| Verloren finales |             |              |            |                 |                                     |                   |         |
| 1.               | 2014-09-14  | WTA Hongkong | hardcourt  | Arina Rodionova | Karolína Plíšková Kristýna Plíšková | 2-6, 6-2, [10-12] | details |

### Gewonnen ITF-toernooien enkelspel
| nr. | finaledatum | toernooi        | dotatie | tegenstandster in finale | score               |
| --- | ----------- | --------------- | ------- | ------------------------ | ------------------- |
| 1.  | 2005-10-02  | Volos           | $10.000 | Dia Evtimova             | 6-4, 7-6            |
| 2.  | 2005-10-16  | Benicarló       | $10.000 | Berta Morata Flaquer     | 6-4, 6-2            |
| 3.  | 2006-09-17  | Innsbruck       | $10.000 | Yvonne Meusburger        | 1-6, 6-2, 2-2, opg. |
| 4.  | 2008-04-27  | Hvar            | $10.000 | Lenka Juríková           | 6-4, 6-2            |
| 5.  | 2008-06-08  | Grado           | $25.000 | Jasmina Tinjić           | 6-4, 7-6            |
| 6.  | 2008-08-03  | Dnjepropetrovsk | $50.000 | Katsjarina Dzehalevitsj  | 6-3, 6-4            |
| 7.  | 2008-10-11  | Reggio Calabria | $25.000 | Anne Schäfer             | 6-1, 6-1            |
| 8.  | 2008-11-28  | Saint-Denis     | $25.000 | Arantxa Parra Santonja   | 6-4, 6-1            |
| 9.  | 2010-05-09  | Jounieh         | $50.000 | Renata Voráčová          | 6-3, 6-7, 7-6       |
| 10. | 2010-06-13  | Zlin            | $50.000 | Corinna Dentoni          | 6-1, 6-2            |
| 11. | 2010-06-26  | Rome            | $25.000 | Zarina Diyas             | 7-6, 6-4            |
| 12. | 2010-08-22  | Olomouc         | $25.000 | Julia Mayr               | 6-2, 6-4            |
| 13. | 2011-04-03  | Buenos Aires    | $25.000 | Florencia Molinero       | 0-6, 6-2, 6-2       |
| 14. | 2011-06-06  | Zlin            | $50.000 | Ksenija Pervak           | 6-1, 6-0            |
| 15. | 2013-09-15  | Sofia           | $25.000 | Kristína Kučová          | 6-2, 1-6, 6-3       |
| 16. | 2013-09-22  | Dobritsj        | $25.000 | Cristina Dinu            | 6-1, 6-2            |
| 17. | 2014-08-24  | Winnipeg        | $25.000 | Mayo Hibi                | 6-2, 6-2            |

### Gewonnen ITF-toernooien dubbelspel
| nr. | finaledatum | toernooi     | dotatie | partner             | tegenstandsters in finale               | score         |
| --- | ----------- | ------------ | ------- | ------------------- | --------------------------------------- | ------------- |
| 1.  | 2005-10-16  | Benicarló    | $10.000 | Sofia Brun          | Elena Caldes Marques Mariona Gallifa    | 7-5, 1-6, 6-2 |
| 2.  | 2006-09-12  | Innsbruck    | $10.000 | Yvonne Meusburger   | Hana Birnerová Zuzana Zálabská          | 6-3, 6-3      |
| 3.  | 2006-10-06  | Volos        | $10.000 | Franziska Klotz     | Nicole Clerico Anna Koumantou           | 4-6, 7-6, 6-3 |
| 4.  | 2008-04-27  | Hvar         | $10.000 | Vivienne Vierin     | Lenka Juríková Monika Kochanová         | 6-4, 7-6      |
| 5.  | 2008-06-28  | Kristinehamn | $25.000 | Lenka Tvarošková    | Tamaryn Hendler Emma Laine              | 6-3, 6-4      |
| 6.  | 2009-08-07  | Monteroni    | $25.000 | Sandra Klemenschits | Margalita Tsjachnasjvili Nicole Clerico | 6-3, 6-4      |
| 7.  | 2010-08-22  | Olomouc      | $25.000 | Sandra Klemenschits | Iveta Gerlová Lucie Kriegsmannová       | 6-3, 6-1      |

## Prestatietabel grandslamtoernooien
| Legenda | Legenda                          |
| ------- | -------------------------------- |
| g.t.    | geen toernooi gehouden           |
| l.c.    | lagere categorie                 |
| –       | niet deelgenomen                 |
| G       | uitgeschakeld in de groepsfase   |
| 1R      | uitgeschakeld in de eerste ronde |
| 2R      | uitgeschakeld in de tweede ronde |
| 3R      | uitgeschakeld in de derde ronde  |
| 4R      | uitgeschakeld in de vierde ronde |
| KF      | uitgeschakeld in de kwartfinale  |
| HF      | uitgeschakeld in de halve finale |
| F       | de finale verloren               |
| W       | het toernooi gewonnen            |
| w-v     | winst/verlies-balans             |

### Enkelspel
| Toernooi        | 2009 | 2010 | 2011 | 2012 | 2013 | 2014 |
| --------------- | ---- | ---- | ---- | ---- | ---- | ---- |
| Australian Open | 2R   | 1R   | 1R   | 1R   | –    | 1R   |
| Roland Garros   | 1R   | –    | 1R   | 1R   | –    | 1R   |
| Wimbledon       | 2R   | –    | 1R   | 1R   | –    | 1R   |
| US Open         | 1R   | –    | 1R   | –    | 2R   | 1R   |

### Vrouwendubbelspel
| Australian Open | –  | –  | –  |
| Roland Garros   | –  | 1R | –  |
| Wimbledon       | –  | –  | 2R |
| US Open         | 2R | –  | –  |